# 卡洛斯·費爾明·菲茨卡拉爾德省

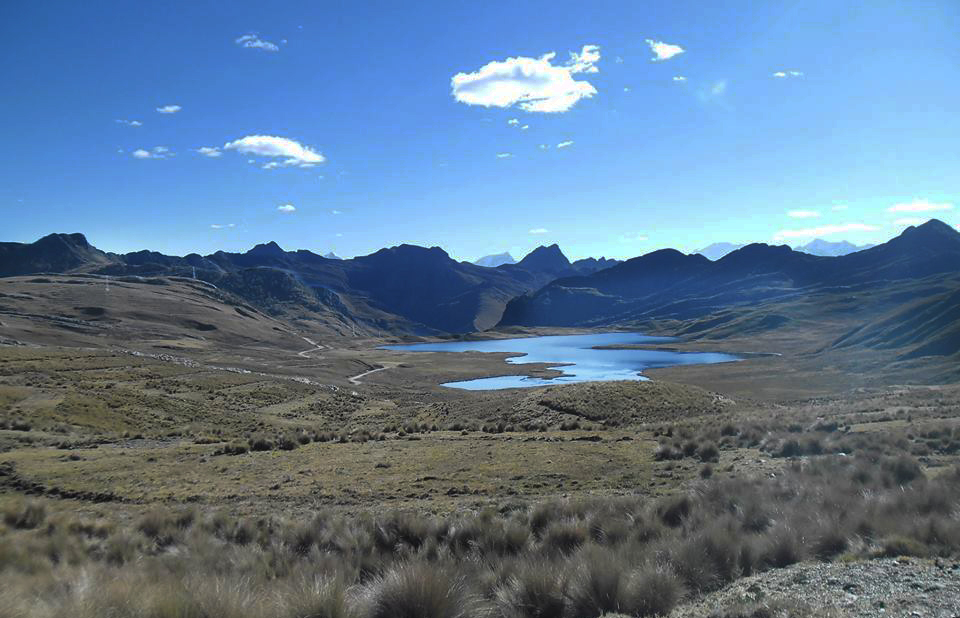

卡洛斯·費爾明·菲茨卡拉爾德省（西班牙語：Provincia de Carlos Fermín Fitzcarrald）是秘魯的省份，位於該國北部安卡什大區，得名于商人卡洛斯·費爾明·菲茨卡拉爾德，首府是聖路易斯，面積624平方公里，2012年人口21,920，人口密度每平方公里35.13人。
9°04′59″S 77°21′00″W / 9.08306°S 77.35000°W